# Goniadides abidjanensis
Goniadides abidjanensis är en ringmaskart som beskrevs av Andre Intes och Le Loeuff 1975. Goniadides abidjanensis ingår i släktet Goniadides och familjen Goniadidae. Inga underarter finns listade i Catalogue of Life.